# Ljudi gibnut za metall
Ljudi gibnut za metall (russisk: Люди гибнут за металл) er en russisk stumfilm fra 1919 af Alexandre Volkoff.

## Medvirkende
- Zoja Karabanova
- Iona Talanov
- Jurij Jurovskij
- Nikolaj Rimskij
- Jelizaveta Valerskaja